# Aéronef de rendition
Cette page décrit plusieurs avions qui, selon la presse, auraient été utilisés dans la pratique de la rendition, transfert extrajudiciaire de prisonniers d'un pays à un autre.

## N313P

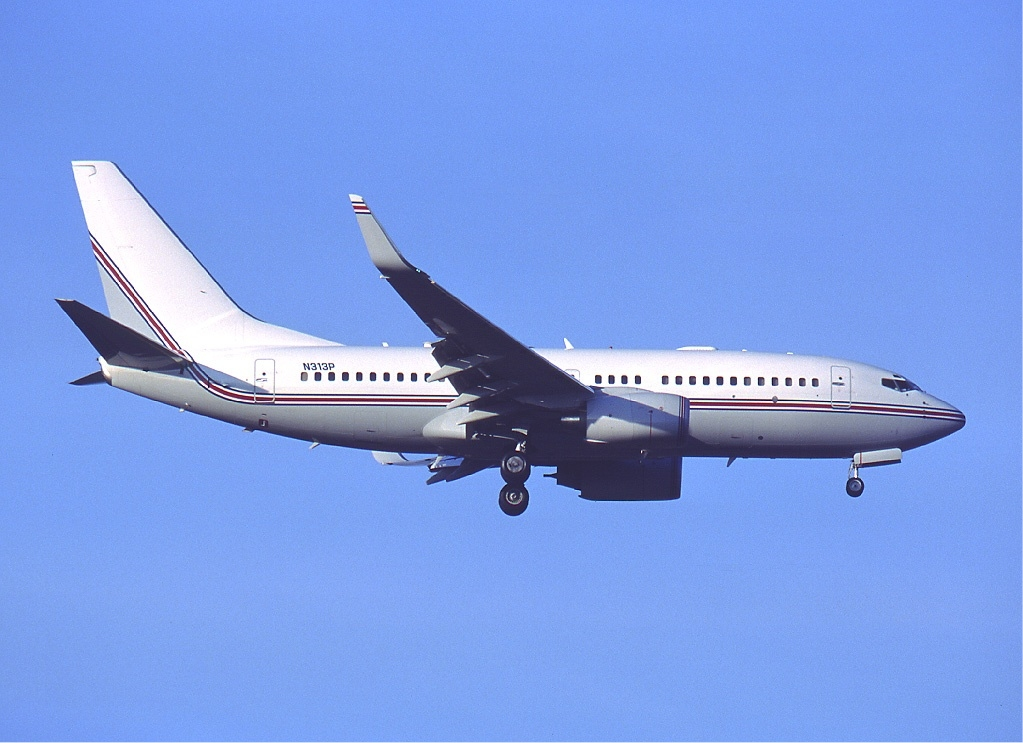
Boeing 737-700 de PETS à Francfort, en Allemagne, le 11 janvier 2003.

Le N313P était un numéro attribué à un Boeing 737 que le Chicago Tribune a signalé le mardi 6 février 2007, qui aurait décollé de Tachkent pour Kaboul, en Afghanistan, le 21 septembre 2003, puis qui aurait pris la route de l'Aéroport international Szczytno-Szymany en Pologne, où il aurait atterri à 21 heures. « Il est resté au sol pendant 57 minutes avant de décoller pour l'aéroport Baneasa de Bucarest, en Roumanie, un aéroport qui, selon le rapport Marty, présente toutes les caractéristiques d'un lieu de transfert ou de débarquement de détenus », selon l'auteur Tom Hundley à la page 14 de la Tribune. Le 737 a ensuite poursuivi sa route vers Rabat (Maroc) et Guantanamo Bay, selon le rapport Marty. En 2004, l'avion avait permis à Abdel Hakim Belhaj, dirigeant des GTIC, et à son épouse Fatima Bouchar de se rendre en Libye.
« Les propriétaires enregistrés des deux avions [Boeing 737, N313P et Gulfstream V, N379P] semblent être des sociétés écran de la CIA. Les tentatives précédentes de la Tribune de contacter les propriétaires ont produit une traînée de gens inexistants à des adresses improbables, ou des cabinets d'avocats. Les deux avions ont été impliqués dans des cas de renditions documentés par la Tribune, d'autres médias et des enquêteurs de l'UE », déclare le Chicago Tribune à la page 14.

## N379P
Le N379P était un numéro attribué à un biréacteur Gulfstream V. Selon plusieurs sources de presse, l'avion aurait été un moyen de transport de prisonniers du département de la Défense des États-Unis, également connu sous le nom de « Guantánamo Bay Express ». L'engin aurait été utilisé pour transporter des terroristes présumés vers des endroits non divulgués soit pour une rendition, soit vers le système pénitentiaire de la CIA. Il a fait l'objet de plaintes pénales et enquêtes parlementaires.
Selon une enquête approfondie menée par le journal britannique Guardian (mars 2005) sur le réseau mondial d'installations de détention et d'interrogatoires utilisées dans le cadre de la guerre contre le terrorisme :

« Nous avons pu cartographier les allers et retours des avions d'affaires privés utilisés lors d'un enlèvement en Suède, en partie grâce aux relevés d'observateurs d'aéronefs postées sur le Web et en partie à l'aide d'une source principale du Pakistan Agence de renseignement inter services (ISI). Il s’agissait d’un Gulfstream V Turbo, numéro N379P ; ses plans de vol ont toujours commencé sur la piste d'atterrissage de Smithfield, en Caroline du Nord, et se sont terminés dans certains des points chauds du monde. Il appartenait à Premier Executive Transport Services, immatriculé dans Delaware, une Organisation de façade, embauchée par des agents américains pour relancer une ancienne tactique de la CIA des années 1970, lorsque des hommes de l'agence avaient enlevé des criminels sud-américains et les avaient renvoyés dans leur propre pays pour y être jugés afin que justice soit rendue. »

Robert Baer, un officier responsable de la CIA au Moyen-Orient jusqu'en 1997, nous a expliqué comment cela fonctionne. « Nous prenons un suspect ou nous nous arrangons pour que l'un de nos pays partenaires le fasse. Ensuite, le suspect est placé dans un véhicule de transport civil vers un pays tiers où, ne nous gênons pas, ils utilisent la torture. Si vous voulez un bon interrogatoire, vous envoyez quelqu'un en Jordanie. Si vous voulez qu'ils soient tués, vous les envoyez en Égypte ou Syrie. Quoi qu'il en soit, les États-Unis ne peuvent être blâmés tels quels, n'ayant pas à faire le sale travail ».

### Contexte
La première mention du N379P par les médias a eu lieu six semaines après le 11 septembre 2001, quand, selon le Chicago Tribune, un journal pakistanais aurait signalé qu'un étudiant de l'université de Karachi et un citoyen du Yémen avaient été forcés de prendre l'avion. Des officiers de la sécurité pakistanaise ont pris l'avion à l'aéroport international Jinnah le matin du 23 octobre 2001. Le Chicago Tribune a rendu compte de l'avion le 6 février 2007, affirmant que le N379P avait quitté l'aéroport international de Washington Dulles le 27 juillet 2003 et s'était rendu à Francfort, en Allemagne, selon les enregistrements de la FAA. La FAA enregistre ensuite le décollage du Gulfstream de Tachkent, en Ouzbékistan, le 31 juillet 2003, à destination de Glasgow, en Écosse, puis vers Dulles. La Tribune indique ensuite que les archives de l'aviation polonaise indiquent que le N379P a atterri à l'aéroport d'Olsztyn-Mazurie, un aérodrome isolé à Szczytno, en Pologne, à 2 h 58 le 30 juillet 2003, après un vol en provenance d'Afghanistan. La façon dont l'avion s'est déplacé de Francfort à Tachkent n'a pas été signalée. L'aéroport de Szymany est situé au sud-ouest de l'école de formation au renseignement de Stare Kiejkuty , dans le nord de la Pologne.
Le documentaire suédois de TV4 AB (en), Det brutna löftet (« La promesse non tenue »), diffusé le 17 mai 2004, a de nouveau attiré l'attention du public sur l'avion d'affaires N379P. Le documentaire affirme que l'expulsion de deux hommes, Ahmed Agiza et Muhammad al-Zery - ordonné par le Cabinet - en Égypte le 18 décembre 2001, a été exécuté par des agents américains cagoulés. L'avion réservé par la Säkerhetspolisen (SÄPO) a été annulé lorsqu'un autre avion est arrivé, le N379P, un avion à réaction Gulfstream V fourni par la société Premier Executive Transport Services, Inc, qui travaille exclusivement pour le département américain de la Défense.
Agiza et al-Zery ont été arrêtés et conduits à l'aéroport Bromma de Stockholm, où la police suédoise les a remis à des agents encapuchonnés. Ces derniers ont coupé leurs vêtements, sans que leurs mains et leurs protège-pieds ne soient desserrés. Les prisonniers nus et enchaînés ont reçu un suppositoire de type inconnu inséré dans leur anus et des couches ont été mises sur eux. Ils furent vêtus de force d'une combinaison sombre. Leurs mains et leurs pieds furent enchaînés à un harnais spécialement conçu. Dans l'avion, les deux hommes avaient les yeux bandés et étaient cagoulés. L'avion a décollé à 21 h 49 et s'est mis en route vers l'Égypte[citation nécessaire].
Plus tard, lorsque les journaux du Gulfstream sont parvenus aux mains d'un journaliste, la portée plus large est devenue claire :

« L’analyse des plans de vol de l’appareil, qui couvre plus de deux ans, montre qu’il part toujours de Washington, DC. Il a atterri à 49 destinations en dehors de l’Amérique, y compris le camp de détention de Guantanamo Bay à Cuba et d’autres bases militaires américaines, ainsi que l’Égypte, la Jordanie, l’Irak, le Maroc, l’Afghanistan, la Libye et l’Ouzbékistan.
Des témoins ont affirmé que les suspects sont fréquemment ligotés, bâillonnés et sous sédation avant d'être embarqués dans les avions, qui ne disposent pas d'installations spéciales pour les prisonniers mais sont équipés de tables pour les réunions et d'écrans pour les présentations et les films en vol. »

### Apparition dans la fiction
Le N379P apparaît dans l'épisode « Hundrede dage » de la série télévisée danoise Borgen, qui se concentre sur les problèmes rencontrés par le Premier ministre danois à la suite de la révélation de vols de rendition atterrissant à Thule. En outre, un Gulfstream V utilisé pour effectuer une rendition apparaît dans le roman de Jason Trask de 2011, I'm not Muhammad.

## N596GA
N596GA était le numéro de série d'un Gulfstream V, qui a également été mentionné dans la presse écrite comme un moyen de transport possible pour le programme de rendition de la CIA. Selon un article publié en 2008 par Dave Willis, l'avion avait été commandé en 1999 par l'US Air Force en tant que C-37A, numéro de série 99-0405, mais il n'a volé que brièvement sous identification militaire avant de revenir à l'enregistrement civil, délivré le 20 septembre 2001, neuf jours après les attentats du 11 septembre. Il a été enregistré auprès de National Aircraft Leasing à Greenville, dans le comté de New Castle, dans le Delaware, « et aurait été utilisé par le Justice prisoner and alien transportation system (JPATS), géré par le US Marshals Service. JPATS est responsable du déplacement des prisonniers et des criminels non citoyens américains, et possède à ce titre sa propre flotte d'appareils et en loue fréquemment d'autres. Le N596GA aurait également été utilisé dans le programme de rendition de la CIA ».

## N85VM

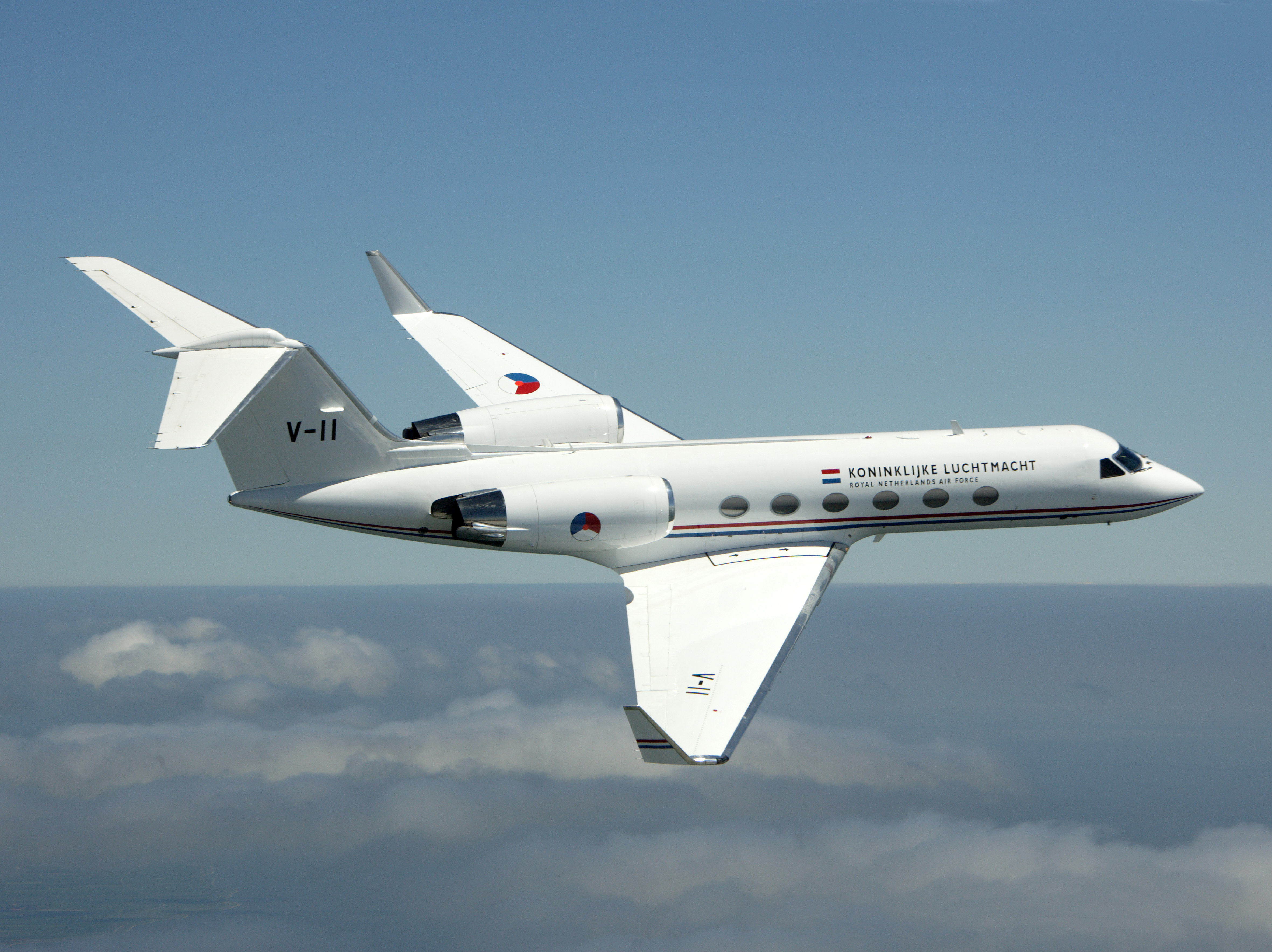
Un Gulfstream IV

N85VM était le numéro de série d'un Gulfstream IV qui, selon les journaux, aurait pu être utilisé comme moyen de transport de prisonniers par le département de la Défense des États-Unis ou la CIA. Les journaux de bord obtenus par les journalistes montrent que l'avion était au Caire le 18 février 2003, le jour même où le religieux égyptien radical Abu Omar est arrivé au Caire après avoir été enlevé en Italie, ce qui a amené les journalistes à spéculer sur le fait que le Gulfstream IV aurait pu être l'avion utilisé pour rendre Abu Omar. Des officiers des services de renseignement américains et italiens ont ensuite été accusés de l'enlèvement d'Abou Omar.
Outre le voyage au Caire, entre juin 2002 et janvier 2005, l'avion a effectué 51 voyages à Guantánamo Bay, ainsi que 82 visites à l'aéroport international de Dulles et sur Andrews Air Force Base. Il a également visité des bases aériennes américaines de Ramstein et de Rhein-Main en Allemagne, ainsi que des aéroports en Afghanistan, au Maroc, à Dubaï, en Jordanie, en Italie, au Japon, en Suisse, en Azerbaïdjan et en République tchèque.